# Ryska snuvan (film)
Ryska snuvan är en svensk film från 1937 i regi av Gustaf Edgren.

## Handling
Kalle Brodin är övertygad kommunist och ledare för en kommunistförening. Han har precis avtjänat ett sex månader långt fängelsestraff för en artikel han skrivit i sin tidning Röd front, där han bland annat hyllat Sovjetunionen.
I tron om att Sovjetunionen är ett paradis bestämmer han sig för att resa dit. När han väl anländer inser han att verkligheten är helt annorlunda jämfört med hans tankar, då han ser hur människor behandlas illa. Han kastas till och med in i ryskt fängelse.

## Om filmen

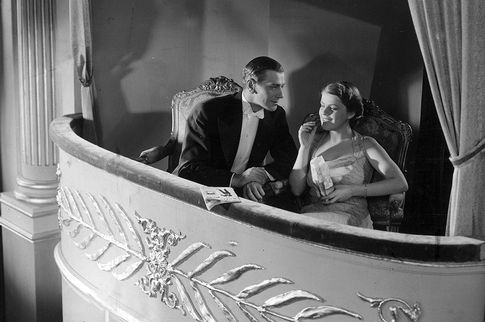
Sickan Carlsson och Edvin Adolphson i Ryska snuvan.

Filmen premiärvisades 22 februari 1937 på biograf Skandia i Stockholm. Filmen spelades in i Filmstaden, Råsunda 1936 med foto av Åke Dahlqvist.
Filmen blev totalförbjuden i Danmark och Finland. Den sovjetiska ambassaden lyfte fram ett förslag om att förbjuda filmen även i Sverige. När UD framförde denna begäran till Svensk Filmindustri blev filmen indragen från biografer.

## Rollista (i urval)
- Åke Söderblom – Kalle Brodin, svensk kommunistledare
- Karin Swanström – fru Brodin, hans mamma, ägare till en manufakturhandel
- Sickan Carlsson – Ingeborg "Bojen" Svensson, städerska på Hotell Narva, Kalles fästmö
- Kirsten Heiberg – furstinnan Nadja Ivanovna
- Edvin Adolphson – löjtnant Sergei Nicolaivitj, senare ekonomiråd
- Anders Henrikson – Grischa, Sergeis förtrogna
- Erik "Bullen" Berglund – Paul, Nadjas trotjänare
- Nils Jacobsson – Ernst Rolf (dubbad av Sigge Fürst)
- Olof Winnerstrand – bankir Ingvar Köhler vid Internationella Finanssyndikatet
- Ivar Kåge – Köhlers vän
- Olof Sandborg – major hemma hos fru Brodin
- Katie Rolfsen – ciceronen i Moskva
- Eric Gustafson – gulaschbaron på Fenixpalatset
- Elof Ahrle – den svenske maskinreparatören i Moskva
- Georg Rydeberg – partikamrat[7]

## Musik i filmen
- Hello! Hello! Who's Your Lady Friend? (Hallå, hallå! Kalle gamle vän), kompositör Harry Fragson, engelsk text David Worton och Bert Lee svensk text 1916 Karl-Ewert, instrumental.
- Sous les ponts de Paris (Under Paris broar), kompositör Vincent Scotto, fransk text Jean Rodor svensk text 1913 Algot Sandberg, instrumental.
- Give Me a Little Cosy Corner (Skaffa mig en våning/Skaffa mig blott en liten våning), kompositör James W. Tate, engelsk text Clifford Harris och Clarice Mayne svensk text 1920 S.S. Wilson, instrumental.
- I'm Forever Blowing Bubbles (Såpbubblor), kompositör John William Kellette och Jean Kenbrovin engelsk text 1919 Jean Kenbrovin svensk text 1920 S.S. Wilson, instrumental.
- Pack Up Your Troubles in Your Old Kit Bag (Lägg dina sorger i en gammal säck), kompositör Felix L. Powell, engelsk text 1915 George Asaf svensk text 1917 Karl-Ewert, sång Sigge Fürst som dubbar Nils Jacobsson
- Celle que j'aime est parmi vous (Mitt svärmeri är alltså här), kompositör Vincent Scotto, fransk text Henri Christiné svensk text 1917 Ernst Rolf, sång Sigge Fürst som dubbar Nils Jacobsson
- Stilla sjunger Don, kompositör Jules Sylvain, sång Kirsten Heiberg
- Boze Tsarja chrani (Gud bevare Tsaren/Konung och rike, Herre bevara), kompositör och text Aleksej Fedorovic Lvov, instrumental.
- L' Internationale (Internationalen), kompositör 1887 Pierre De Geyter, fransk text 1871 Eugène Pottier svensk text 1902 Henrik Menander, instrumental.
- Sov Dukke Lise (Lillan ska sova/Docklisa), kompositör 1920 Elith Worsing, dansk text 1920 Ludvig Brandstrup, svensk text 1920 S.S. Wilson, instrumental.
- Kovan kommer, kovan går (Gesällvisa), text Emil Norlander, instrumental.
- Kungssången (Ur svenska hjärtans djup), kompositör Otto Lindblad, text Talis Qualis, instrumental.
- Ach, ich hab' sie ja nur auf die Schulter geküsst, ur Der Bettelstudent (Ack, jag gav henne blott uppå skuldran en kyss, ur Tiggarstudenten), kompositör Carl Millöcker, tysk text 1882 Friedrich Zell och Richard Genée svensk text 1883 Ernst Wallmark, instrumental.
- Engelbrektsmarschen, text August Blanche, instrumental.
- There's Yes! Yes! in Your Eyes (Din mun svarar nej, nej - dina ögon svara ja), kompositör Joseph H. Santly, engelsk text 1924 Cliff Friend  svensk text 1925 S.S. Wilson, sång Sickan Carlsson
- Till anfall, kompositör Axel Malm, instrumental.
- I'm Getting Better Every Day (Bättre och bättre dag för dag), kompositör och engelsk text Mark Strong, svensk text 1923 S.S. Wilson och Karl-Ewert, sång Sigge Fürst som dubbar Nils Jacobsson samt framförs visslande av Edvin Adolphson
- Från Frisco till Kap eller Alla jäntor ä lika (Alla jäntor ä' lika), kompositör Ernst Rolf, text Martin Nilsson, sång Sigge Fürst som dubbar Nils Jacobsson, framförs på dragspel av Einar Fagstad
- Bröllopet på Ulfåsa. Bröllopsmarsch, kompositör August Söderman, instrumental.[8]